# Kertscher Vasen

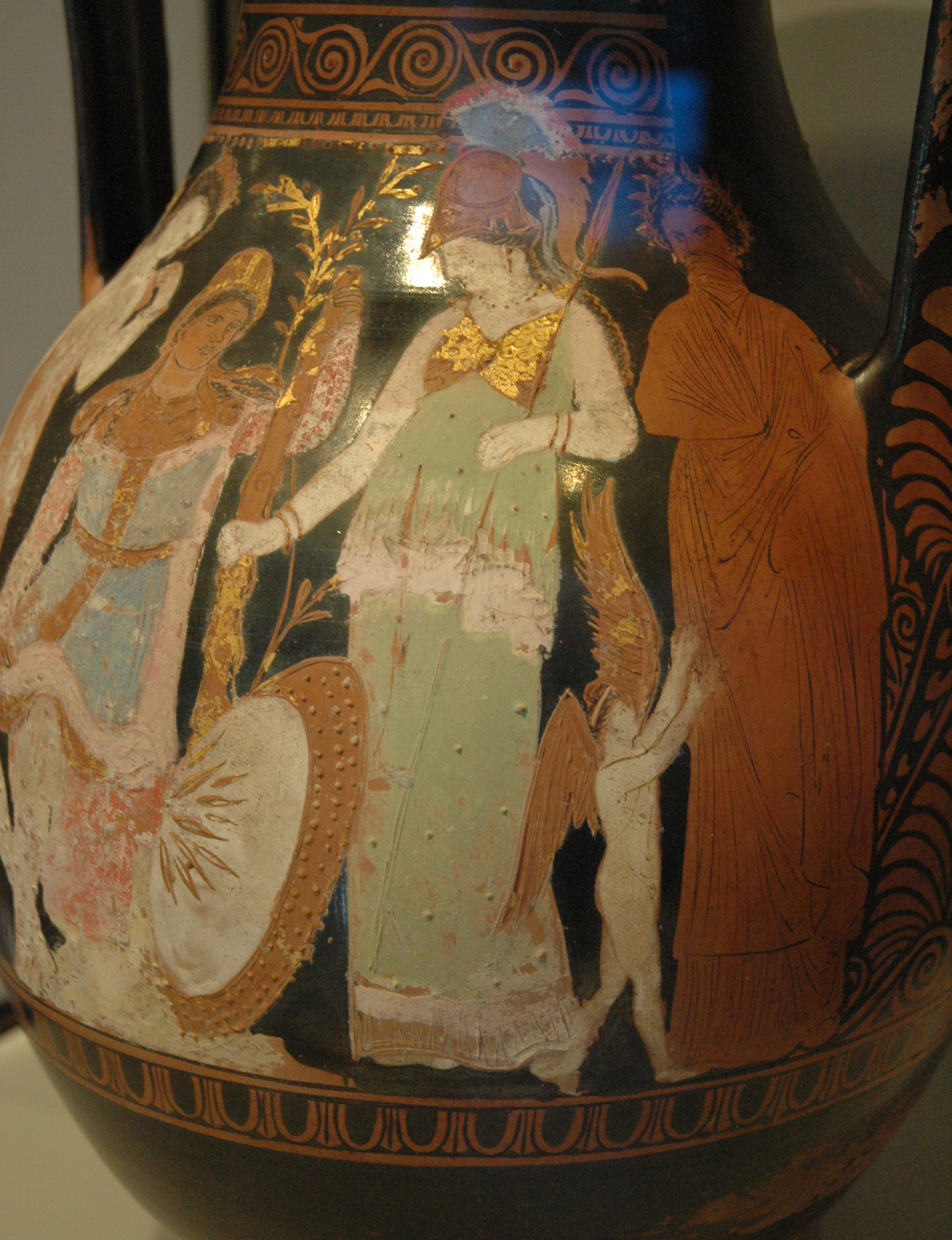
Urteil des Paris auf einer Pelike, Maler des Hochzeitszugs, um 360 v. Chr.

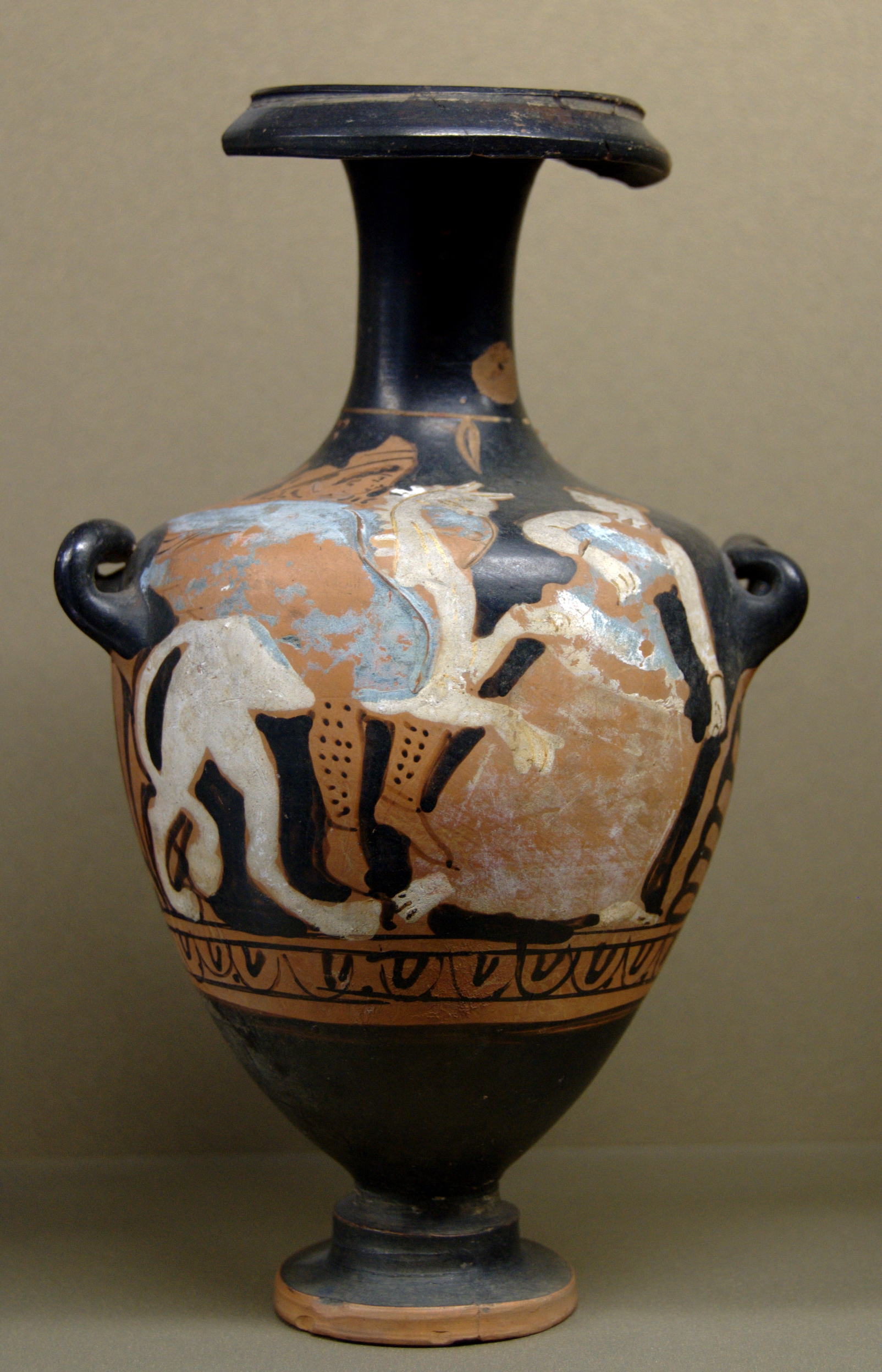
Hydria eines unbekannten Malers, eine Frau und der einen Greifen reitende Arimaspus, um 370/50 v. Chr.

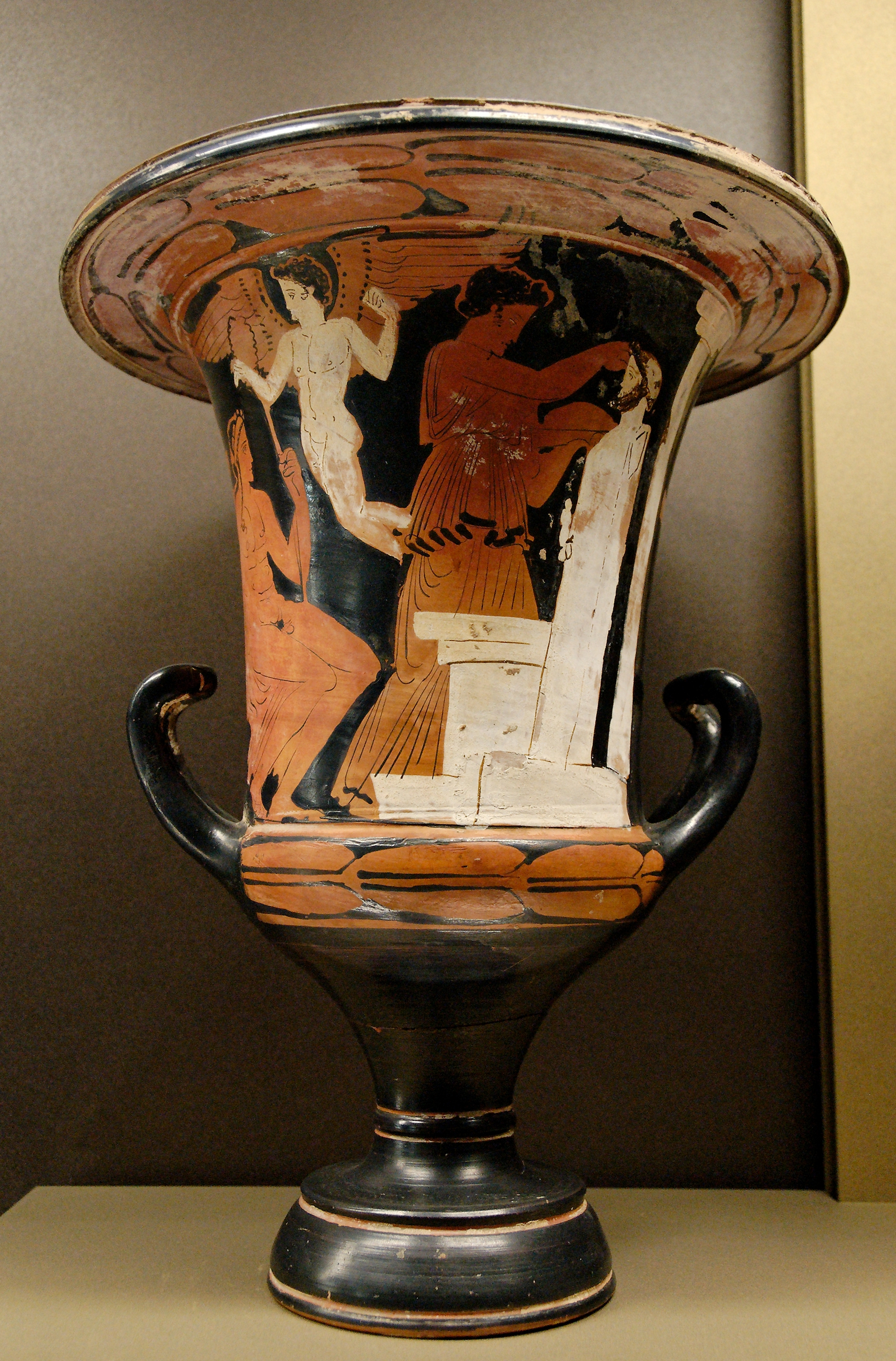
Frau bei einer Kultszene an einer Herme, Kelchkrater des Malers von Athen 1375, um 375/50 v. Chr.

Als Kertscher Vasen, auch Vasen im Kertscher Stil bezeichnet man in der archäologischen Forschung die Vasen der letzten Phase des rotfigurigen Stils in Attika. Die zeitliche Einordnung ist bis heute problematisch, eine grobe Datierung in die Zeit zwischen 375 und 330/20 v. Chr. wird heute angenommen.
Benannt wurden die Kertscher Vasen nach dem Fundort einer größeren Menge solcher Vasen in Kertsch am Schwarzen Meer, die sich heute zum Großteil in der Ermitage in St. Petersburg befinden. Eine deutliche Grenze zu den attisch-rotfigurigen Vasen des sogenannten plain styles der Spätklassik um Maler wie den Jenaer Maler und den Meleager-Maler ist schwer zu ziehen. Das Ende dieses Stils gilt auch als das Ende der rotfigurigen Malerei in Athen. Die Identifizierung einzelner Maler fällt zum Teil recht schwer.
Solange die Vasen noch produziert wurden, wurden sie wie schon zuvor in das gesamte Mittelmeergebiet exportiert, doch überwog in dieser Spätphase der Export in den pontischen Raum. Es wurden noch immer die meisten der auch zuvor gängigen Vasenformen bemalt, größtenteils jedoch Kratere, Lekaniden und Peliken. Gezeigt werden vor allem Bilder aus der Welt der Frauen, die idyllisch überhöht wird, dionysische Themen und Themen aus der Welt der Artemis und der Demeter. Ebenfalls typisch ist das Motiv des Greifenkampfes. Einerseits sind die dargestellten Figuren häufig elegant und oftmals sehr geschmückt. Andererseits sind sie auch stilisiert und wirken manieristisch. Details und Ornamente werden wieder wichtiger, die besten Arbeiten erinnern an Arbeiten aus dem 5. Jahrhundert v. Chr. An Zusatzfarben wurden vor allem Weiß, Gelb und Gold verwendet. Typisch ist die meist unsaubere Bemalung der Rückseiten.
Mit dem Marsyas-Maler, dem Eleusinischen Maler und dem Maler von Athen 12592 erreichte die Vasenmalerei in Athen noch einmal einen kurzen qualitativen Höhepunkt. Doch kurz darauf endet mit den Malern der YZ-Gruppe die attisch-rotfigürliche Vasenmalerei, nach einer kurzen Phase der Produktion vieler wenig qualitativer Vasen in mehreren Werkstätten. Neuere Forschungen erbrachten Erkenntnisse in diesem lange Zeit nur wenig beachteten Forschungsbereich. Erste bedeutendere Forschungsleistungen wurden von Karl Schefold erbracht. Der Grundlagenforscher auf dem Gebiet der attischen Vasenmalerei, John D. Beazley, beschäftigte sich erst recht spät mit den Vasen und er folgte Schefold nicht in allen Ergebnissen. Vor allem in den letzten Jahren konnten etwa durch die Analyse Panathenäischer Preisamphoren des 4. Jahrhunderts v. Chr. aus Eretria neue Erkenntnisse gewonnen werden. Zudem wurden auch lokale Produktionsstätten Kertscher Vasen außerhalb Attikas, etwa auf Chalkidike nachgewiesen. Insgesamt waren die unteritalischen Werkstätten zur Zeit des Kertscher Stils den attischen Produktionsstätten überlegen, dort konnte sich die rotfigurige Malerei auch noch einige Zeit länger halten.
Weitere Vertreter des Stils waren unter anderem:
- Amazonen-Maler
- Apollonia-Gruppe
- Maler von Athen 1375
- Erotostasia-Maler
- F.B.-Gruppe
- Filottrano-Maler
- Gruppe G
- Helena-Maler
- Herakles-Maler
- Maler des Hochzeitszugs
- L.C.-Gruppe
- Gruppe von London E 230
- Otchet-Gruppe
- Pasithea-Maler
- Pompe-Maler
- Pourtales-Maler
- Toya-Maler